# Tu corazón (canción de Extremoduro)
«Tu corazón» es una canción del grupo de hard rock español Extremoduro, incluida en su álbum de estudio Somos unos animales de 1991.  

## Descripción
Se trata del primer tema del álbum. Sería incluido en el álbum recopilatorio de la banda Grandes éxitos y fracasos (Episodio primero) del año 2004.
La letra de la canción refleja una falta de entendimiento entre el cantante y su pareja, hasta tal punto que él llega a enfadarse, más consigo mismo que con ella.

Tú por hablar, yo por callarme demasiado.Tú por robarme esa canción que ya te había regalado. Tu corazón, que tú sabrás donde lo pones; pero tienes que entender: con tanto hacerme correr
me estás tocando los cojones.
Tu corazón (Extremoduro)

Esta canción también salió en versión de vinilo de 7 pulgadas.